# كيري سكيبل
كيري كادي سكيبل (بالإنجليزية: Kerry Kadie Skepple)‏ (مواليد 25 نوفمبر 1980 في نيو وينثروبز) لاعب كرة قدم أنتيغوي دولي يجيد اللعب في خط الوسط . يلعب حاليا لصالح نادي أول سينتس يونايتد الأنتيغوي منذ 2008 .

## روابط خارجية
- كيري سكيبل على موقع الاتحاد الدولي (مؤرشف)  (الإنجليزية)
- كيري سكيبل على موقع قاعدة بيانات كرة القدم.إي يو (الإنجليزية)
- كيري سكيبل على موقع ناشيونال فوتبول تيمز (الإنجليزية)
- كيري سكيبل على موقع كووورة